# Ogród (geografia)
Ogród – w gwarze podhalańskiej słowo mające dwa znaczenia:
- termin topograficzny oznaczający wysoko w górach położony niewielki kociołek o podciętej ścianie i piarżystym dnie,  taras na stromym stoku lub piętro doliny. W tym znaczeniu słowo ogród używane było głównie przez dawnych tatrzańskich pasterzy, myśliwych i kłusowników. W Tatrach istnieje wiele obiektów zawierających w nazwie słowa ogród, ogródek, np. Wielicki Ogród, Ponad Ogród Turnia, Wielki Złoty Ogród, Srebrny Ogródek. Nie wszystkie te nazwy są ludowego pochodzenia, niektóre utworzone zostały przez turystów, kartografów lub taterników[1].
- na Podhalu i Zamagurzu słowo ogród (zazwyczaj w liczbie mnogiej ogrody) oznaczało pole uprawne położone przy domu. Odróżniało się ono od pozostałych pół uprawnych tym, że było co roku nawożone i nie ugorowane (pozostałe pola uprawne co trzeci rok ugorowały). W ogrodzie (zwykle mówiono na ogrodach)  uprawiano warzywa, lub len i konopie. Od tego znaczenia słowa także pochodzą niektóre nazwy geograficzne – np. Wielkie Ogrody w Jurgowie[1].

W Polsce występuje około 1250 nazw geograficznych ze słowem Ogród.